# Aptornis
Aptornis é um gênero de aves extintas da ordem Gruiformes que eram endêmicas da Nova Zelândia. O gênero pertence à família Aptornithidae e reúne duas espécies: Aptornis otidiformis que vivia da ilha Norte, e A. defossor que habitava a ilha Sul.
Essas aves nunca foram tão difundidas como a moa, mas estavam sujeitas à mesma pressão de caça das outras aves de grande porte pelos nativos polinésios. Além disso, havia a predação de ovos e filhotes por animais introduzidos pelo homem). Elas se tornaram extintas antes da chegada dos exploradores europeus.